# Gladys Kalema-Zikusoka
Gladys Kalema-Zikusoka (nascuda el 8 de gener de 1970) és una veterinària ugandesa i fundadora de Conservation Through Public Health, organització dedicada a la convivència entre goril·les de muntanya en perill d'extinció, d'altres animals salvatges, humans i bestiar a l'Àfrica. Va ser la primera oficial veterinària de fauna salvatge d'Uganda, Protagonitzà el documental de la BBC, Gladys the African Vet. El 2009 va guanyar el premi Whitley Gold pels seus treballs conservacionistes.

## Joventut i educació
Interessada pels animals des dels 12 anys mentre va créixer a Kampala. Kalema-Zikusoka va iniciar un club de vida salvatge a la seva escola, organitzant excursions al Parc Nacional Queen Elizabeth. Els seus estudis professionals van començar quan va guanyar una beca per estudiar al Royal Veterinary College a la Universitat de Londres, on es va graduar amb una Bachelor of Veterinary Medicine. Més tard, el 2003, va obtenir un Master of Veterinary Medicine a la Universiat Estatal de Carolina del Nord. També disposa d'un certificat de gestió d'organtizacions sense ànims de lucre, obtingut a la Universitat de Duke. El seu últim assoliment acadèmic és un Màster en Administració d'Empreses, obtingut el 2016.

## Vida personal
Kalema-Zikusoka està casada amb Lawrence Zikusoka, un empresari tecnològic i un dels cofundadors de Conservation Through Public Health. Tenen dos fills.

## Realitzacions professionals
Quan va fer 25 anys Kalema-Zikusoka, va ser nomenada oficial veterinària del Ugandan Wildlife Service, que després es va fusionar amb el servei d'Uganda National Parks, per convertir-se finalment en l'Uganda Wildlife Authority. Va ser la primera dona a ocupar aquest càrrec. També fou pionera en el primer moviment de fauna salvatge per repoblar els parcs nacionals d'Uganda després d'anys de caça furtiva durant les Guerres d'Uganda.
Com a part de la seva investigació veterinària, va identificar la transmissió de paràsits entre humans i goril·les de muntanya, com un factor de risc important per als goril·les.
Després de la seva recerca de les vies a partir de les quals les malalties humanes puguin danyar o matar goril·les, Gladys Kalema-Zikusoka, Lawrence Zikusoka i Stephen Rubanga van fundar Conservation Through Public Health per millorar la salut tant humana com ecològica a l'Àfrica. CTPH és una organització sense ànim de lucre amb seu a Uganda i els Estats Units, que porta a terme programes que protegeixen els goril·les i altres animals salvatges del risc de contraure malalties d'origen humà, del bestiar, i que provoquen malalties en contacte amb la fauna salvatge. També fomenten l'ús local de la planificació familiar, a través de les tecnologies de la informació i comunicació, i amb programes d'educació sobre medi ambient. Kalema-Zikusoka és la directora general de l'organització.
CTPH va ser fundada el 2003. El 2015, s'hi va establir un programa anomenat Gorilla Conservation Coffee. En virtut d'aquest projecte, les organitzacions no governamentals, milloren el subsistència de la comunitat circumdant, ajudant a aconseguir preus de mercat internacionals per al cultiu de cafè aràbica de la comunitat. A mesura que augmenten els ingressos, es redueix la càrrega de malalties de la comunitat i del bestiar. Per tant, menys malalties es transfereixen als goril·les residents. A més, els pagesos cobren i conserven una petita quota, sempre que els turistes recorrin els seus jardins, quan es troben amb goril·les transitant per la comunitat.

## Guardons i altres reconeixements
Kalema-Zikusoka ha rebut diversos guardons i altres reconeixements públics de la seva tasca ambiental i humanitària. El 2009, va guanyar el premi Whitley Gold, el màxim premi atorgat en el que s'ha considerat els "Green Oscars". El 2008, el Parc Zoològic de San Diego li va lliurar el premi Conservation in Action. El 2006, Kalema-Zikusoka va ser elegida per a una Ashoka Fellowship. El 2007, la revista Seed la va nomenar una de les vuit ments revolucionàries de la ciència.
Kalema-Zikusoka va ser entrevistada al documental de la BBC, Gladys the African Vet. També ha participat en documentals de National Geographic, Animal Planet, MNet i Uganda Television. Va ser escollida entre nou líders mediambientals internacionals per escriure una carta al president nord-americà a la revista Sierra Club Magazine, al número de novembre / desembre de 2008.
El 2018, el doctor Kalema-Zikusoka va ser guardonada amb el EarthCare Award pel grup Sierra Club, fundat pels Estats Units, en reconeixement de la seva "contribució única a la protecció i conservació internacional del medi ambient", relacionada amb la seva tasca en la protecció del medi ambient i la convivència entre comunitats i goril·les de muntanya a Uganda. Va rebre el premi el 29 de setembre de 2018, en una cerimònia que es va celebrar a Denver, Colorado, als Estats Units.

## Publicacions seleccionades
- Kalema G. 1994. Letter entitled "Veterinarians and Zoological Medicine" to the Veterinary Record. The Veterinary Record, 135 (1).
- Nizeyi J. B., Mwebe R, Nanteza A, Cranfield M.R, Kalema G.R.N.N., Graczyk T. 1999. Cryptosporidium sp. and Giardia sp. Infections in mountain gorillas (Gorilla gorilla beringei) of the Bwindi Impenetrable National Park, Uganda. Journal Parasitology 85 (7). American Society of Parasitologists.
- Nizeye J. B., Innocent R. B., Erume J, Kalema G. R. N. N., Cranfield M. R. and Graczyk T. K. 2001. Campylobacteriosis, Salmonellosis, and Shigellosis in free-ranging human-habituated mountain gorillas in Uganda. Journal of Wildlife Diseases 37(2): 239–244.
- Graczyk T. K., DaSilva A. J., Cranfield M. R., Nizeye J. B., Kalema G. R and Pieniazek N. J. 2001. Cryptosporidium parvum genotype 2 infections in free-ranging mountain gorillas (Gorilla gorilla beringei) of the Bwindi Impenetrable National park, Uganda. Parasitology Research 87(5):368-70.
- Kalema-Zikusoka G, Kock R. A., Macfie E. J. 2002. Scabies in free-ranging mountain gorillas (Gorilla beringei beringei) in Bwindi Impenetrable National Park, Uganda. Veterinary Record 150(1):12-5.
- Kalema-Zikusoka G and Lowenstine L. 2001. Rectal prolapse in a free-ranging mountain gorilla (Gorilla beringei beringei): clinical presentation and surgical management. Journal of Zoo and Wildlife Medicine 32(4):509–513.
- Kalema-Zikusoka G, Horne W. A., Levine J. and Loomis M. R. 2003. Comparison of the cardiopulmonary effects of medetomidine-butorphanol-ketamine and medetomidine-butorphanol- midazolam in patas monkeys (Erthyrocebus patas). Journal of Zoo and Wildlife Medicine 34(1):47–52.
- Kalema-Zikusoka G, Rothman JM, Fox MT. 2005. Intestinal parasites and bacteria of mountain gorillas (Gorilla beringei beringei) in Bwindi Impenetrable National Park, Uganda. Primates 46:59–63.
- Steven. O. Osofsky, Richard A. Kock, Michael D. Kock, Gladys Kalema-Zikusoka, Richard Grahn, Tim Leyland, William. B. Karesh. 2005Building support for Protected Ares using a One Health perspective[Enllaç no actiu] In: Friends for Life, New partners in support of protected areas. Edited by Jeff McNeily. Published by IUCN, Species Survival Commission.
- Kalema-Zikusoka G, Bengis R, G., A. L. Michel and M. H. Woodford. 2005. A preliminary investigation of tuberculosis and other diseases in African buffalo (Syncerus caffer) in Queen Elizabeth National Park, Uganda. Onderstepoort Journal of Veterinary Research, 72:145–151.
- Gladys Kalema-Zikusoka, and Lynne Gaffikin. 2008. Sharing the Forest, Protecting Gorillas and Helping Families in Uganda. Focus series, published by the Woodrow Wilson International Centre for International Scholars and USAID, Issue 17 October 2008.
- Gladys Kalema-Zikusoka. 2009. Lair of a Silverback. Wild Places. National Geographic Traveler, Issue October 2009.